# Itaipava Arena Pernambuco
Arena Pernambuco je višenamjenski stadion u Recifeu, Brazil. Stadion je novo zdanje građen za Svjetsko nogometno prvenstvo u Brazilu 2014. godine. Državna vlada Pernambuco je vlasnik ovog stadiona koji ima kapacitet 46.154 gledatelja. Korisnik ovog stadiona je Náutico.  

## Vanjske poveznice
- Službena stranica stadiona